# 香奈兒·依曼
香奈兒·依曼（英語：Chanel Iman Robinson，1990年12月1日—），美國亞特蘭大出生，美國模特。父親為非裔美國人，而母親為非裔美國人及韓國人的混血。

## 外部連結
- Chanel Iman'S Myspace（页面存档备份，存于）